# Agustín Calamari
Agustín Calamari (Santa Rosa, La Pampa, 3 de mayo de 1990) es un piloto argentino de automovilismo de velocidad. Inició su carrera deportiva a los 19 años compitiendo en la Fórmula Renault Argentina, categoría en la que participó durante tres años, entre 2009 y 2011. En el año 2012 fue convocado por la Escudería Río de la Plata, para competir en la primera temporada del «joven» TC 2000. En su año debut dentro de los automóviles de turismo, compitió a bordo de un Renault Fluence, con el cual finalizó el torneo en el cuarto lugar, con 107 unidades.
En el año 2013 fue convocado por la escudería oficial Toyota Team Argentina, siendo contratado y de esta manera ascendido al Súper TC 2000, donde a partir de ese año competiría a bordo de un Toyota Corolla, con apoyo oficial de la filial nacional de la marca japonesa. Sobre mitad de ese mismo año, Calamari agregaría una categoría más a su agenda, al ingresar a la Clase 3 del Turismo Nacional, donde debutó al comando de un Chevrolet Cruze del equipo Pablo Arana Ingeniería Sport, principal referente de la marca Chevrolet en esa divisional.

## Resumen de carrera
| Temporada | Categoría                  | Equipo                    | Carreras | Victorias | Poles | VR | Podios | Puntos | Pos. |
| --------- | -------------------------- | ------------------------- | -------- | --------- | ----- | -- | ------ | ------ | ---- |
| 2009      | Fórmula Renault Argentina  | GF Racing Junior          | 12       | 0         | 0     | 0  | 0      | 19     | 17.º |
| 2010      | Fórmula Renault Argentina  | GF Racing                 | 12       | 0         | 0     | 0  | 0      | 37     | 11.º |
| 2011      | Fórmula Renault Argentina  | Werner Jr.                | 12       | 0         | 0     | 0  | 0      | 30     | 14.º |
| 2012      | TC 2000                    | Escudería Río de la Plata | 10       | 0         | 0     | 1  | 3      | 107    | 4.º  |
| 2013      | Turismo Nacional - Clase 3 | Arana Ingeniería Sport    | 5        | 0         | 0     | 0  | 0      | 7      | 43.º |
| 2013      | Súper TC 2000              | Toyota Team Argentina     | 12       | 0         | 0     | 0  | 0      | 10     | 23.º |
| 2014      | Turismo Nacional - Clase 3 | Vittal G Racing Car       | 4        | 0         | 0     | 0  | 0      | -      | NC   |
| 2014      | Súper TC 2000              | Toyota Team Argentina     | 13       | 0         | 0     | 0  | 0      | 31     | 21.º |
| 2015      | Súper TC 2000              | Renault Lo Jack Team      | 5        | 0         | 0     | 0  | 0      | -      | NC   |
| Fuente:   |                            |                           |          |           |       |    |        |        |      |

## Resultados

### TC 2000
| Año  | Equipo                    | Auto            | 1   | 2   | 3  | 4   | 5   | 6   | 7  | 8   | 9   | 10  | Res. | Puntos |
| ---- | ------------------------- | --------------- | --- | --- | -- | --- | --- | --- | -- | --- | --- | --- | ---- | ------ |
| 2012 |                           |                 | ROS | SJU | GR | OBE | RAF | SMM | RC | SFE | SAL | PDF | 4.º  | 107    |
| 2012 | Escudería Río de la Plata | Renault Fluence | 4   | 5   | 3  | 9†  | Ret | Ret | 3  | 10† | 8   | 3   | 4.º  | 107    |

### Súper TC 2000
| Año  | Equipo                | Auto              | 1   | 2   | 3   | 4   | 5   | 6    | 7   | 8   | 9   | 10  | 11  | 12  | 13    | Res. | Puntos |
| ---- | --------------------- | ----------------- | --- | --- | --- | --- | --- | ---- | --- | --- | --- | --- | --- | --- | ----- | ---- | ------ |
| 2013 |                       |                   | BA  | ROS | SJU | TOA | AG  | TRH  | JUN | SFE | GR  | LP  | SMM | PDF |       | 23.º | 10     |
| 2013 | Toyota Team Argentina | Toyota Corolla X  | 13  | 21† | 17  | 17  | 15  | 20   | 10  | Ret | Ret | 1R  | 20† | 17  |       | 23.º | 10     |
| 2014 |                       |                   | RAF | VIE | AG  | ROS | TOA | BA   | RES | SFE | SFE | SJU | TRH | COD | PDF   | 21.º | 31     |
| 2014 | Toyota Team Argentina | Toyota Corolla X  | 9   | 13  | 8   | 15  | 14  |      |     |     |     |     |     |     |       | 21.º | 31     |
| 2014 | Toyota Team Argentina | Toyota Corolla XI |     |     |     |     |     | 11   | 16  | Ret | Ret | 14† | Ex. | Ret | Ret   | 21.º | 31     |
| 2015 |                       |                   | JUN | ROS | OBE | TRH | RAF | SL I | SFE | SFE | TOA | GR  | SMM | AG  | SL II | -    | 0      |
| 2015 | Renault Sport         | Renault Fluence   | Ret | 16  | 17  | Ret | Ex. |      |     |     |     |     |     |     |       | -    | 0      |